# Международен валутен фонд
Международният валутен фонд (МВФ, на френски: Fonds monétaire international, FMI; на английски: International Monetary Fund, IMF) е международна организация, която се грижи за управлението на световната финансова система, като наблюдава валутните курсове и платежния баланс и предлага техническо и финансово сътрудничество при нужда. Седалището ѝ е във Вашингтон, САЩ.

## Създаване и организация
Фондът е създаден през юли 1944 г. в Бретън Уудс, Ню Хемпшир, САЩ, като част от Бретънудската система, приета от международна конференция с участието на 45 държави, чиято цел е следвоенна организация на международните парични отношения. Международният валутен фонд се финансира чрез вноски (квоти) от всяка държава членка. Размерът на вноската се определя според формула, която изразява дела на страната в международните плащания, както и нейния БВП. Квотите се преразглеждат периодично. Предвидено е 25 % от квотата на всяка държава да бъде внесена в специални права на тираж (СПТ), а останалите 75 % в местната валута. Така събраните средства е предвидено да се разходват за отпускане на кредити за държави, които изпитват временни затруднения с паричния си баланс. В замяна тези държави се задължават да изпълнят определени ангажименти, да провеждат реформи, като например приватизация на държавни предприятия. Размерът на вноските влияе на две основни неща: на кредитния ресурс, до който ще има достъп държавата членка, и на гласовете, с които държавата участва във вземането на решения. По подразбиране всяка държава има право на 250 базови гласа, плюс по един за всеки 100 хил. СПТ от квотата си.

## История
Международният валутен фонд е учреден през юли 1944 г. по време на Валутната и финансова конференция на Обединените нации. Представителите на 45 правителства се срещат в хотел „Маунт Уошингтън“ в курорта Бретън Удс, Ню Хампшър, САЩ. Делегатите на конференцията се съгласяват относно правна рамка за интернационално икономическо сътрудничество. МВФ е официално организиран и приведен в действие на 27 декември 1945 г., когато първите 29 държави подписват Договора за съгласие. Установените от закона цели на МВФ днес са същите като формулираните през 1943 г.
Влиянието на МВФ върху глобалната икономика постепенно се покачва, докато се присъединяват нови членове. Броят на членовете е почти четири пъти повече от първоначалните 44, участващи в неговото учредяване, което е резултат на добиването на независимост за много държави от Третия свят и разпадането на социалистическия лагер. Експанзията на МВФ заедно с промените в световната икономика изискват от Международния валутен фонд да се адаптира по всевъзможни начини, за да продължи ефективно да следва своите цели.
През 2008 г., изправен пред дефицит на приходите, изпълнителният борд на МВФ взема решение да продаде част от златните резерви на фонда. На 27 април 2008 г. главният директор Доминик Строс-Кан приема решението на борда от 7 април същата година за нова правна рамка за фонда, съставена така, че да затвори в следващите няколко години зеещата дупка от 400 млн. долара в бюджета. Предложението включва драстични орязвания на излишни разходи в размер на 100 млн. долара до 2011 г., което ще доведе до над 380 уволнени служители.
По време на срещата на Г-20 в Лондон през 2009 г. се решава МВФ ще се нуждае от допълнителни финансови средства, за да удовлетвори нуждите на своите държави членки през продължаващата глобална финансова криза. Като част от това решение лидерите на Г-20 тържествено обещават да увеличат допълнително отпуснатите средства десетократно на 500 млрд. долара и да отпуснат на страните-членки още $250 милиарда чрез Специални права на тираж (СПТ).
От август 2010 г. Румъния (13.9 млрд. долара), Украйна (12.66 млрд. долара) и Унгария (11,7 млрд. долара) са страните, заели най-големи суми от МВФ.

### Директори
Според вътрешно съглашение главният директор е винаги европеец, а заместник-директорът е от САЩ. Върху този стандарт обаче все повече се дискутира и скоро е възможно да се даде възможност и на специалист от останалата част от света да заемат тези два важни поста.
- Главни директори

| Период      | Име                  | Държава     |
| ----------- | -------------------- | ----------- |
| 1946 – 1951 | Камий Гут            | Белгия      |
| 1951 – 1956 | Ивар Рот             | Швеция      |
| 1956 – 1963 | Пер Якобсон          | Швеция      |
| 1963 – 1973 | Пиер-Пол Швайцер     | Франция     |
| 1973 – 1978 | Йохан Витевен        | Нидерландия |
| 1978 – 1987 | Жак дьо Ларозиер     | Франция     |
| 1987 – 2000 | Мишел Камдесю        | Франция     |
| 2000 – 2004 | Хорст Кьолер         | Германия    |
| 2004 – 2007 | Родриго Рато         | Испания     |
| 2007 – 2011 | Доминик Строс-Кан    | Франция     |
| 2011 – 2019 | Кристин Лагард       | Франция     |
| 2019 –      | Кристалина Георгиева | България    |

## Право на гласуване
Гласуването в МВФ се основава на система от квоти. Всеки член има определен брой „основни гласове“ (основните гласове на всеки член се равняват на 5,502 % от общия брой гласове), плюс един допълнителен вот за всяко специално право на тираж (Special Drawing Right – SDR) на 100 000 от квотите на страната-членка. Специалното право на тираж е сметната единица на МВФ и представлява право на валута. То се основава на кошница от основните международни валути. Основните гласове генерират леко пристрастие в полза на малките страни, но допълнителните гласове, определени от специалните права, натежават повече.
| \| Страна–членка на МВФ \| Квота: милиони специални права на тираж \| Квота: Процент от общия знаменател \| Гуверньор \| Алтернативен \| Брой на гласовете \| Процент от общия брой на гласовете \| \| -------------------- \| --------------------------------------- \| ---------------------------------- \| --------------------- \| -------------------- \| ----------------- \| ---------------------------------- \| \| САЩ \| 42,122.4 \| 17,69 \| Тимъти Гайтнър \| Бен Бернанке \| 421,961 \| 16.75 \| \| Япония \| 15,628.5 \| 6,56 \| Юн Азуми \| Масааки Ширакава \| 157,022 \| 6,23 \| \| Германия \| 14,565.5 \| 6,12 \| Йенс Вайдман \| Волфганг Шойбле \| 146,392 \| 5,81 \| \| Франция \| 10,738.5 \| 4,51 \| Пиер Московичи \| Кристиан Ноайе \| 108,122 \| 4,29 \| \| Великобритания \| 10,738.5 \| 4,51 \| Джордж Озбърн \| Мервин Кинг \| 108,122 \| 4,29 \| \| Китай \| 9,525.9 \| 4,00 \| Джоу Сяочуан \| Юи Ганг \| 81,151 \| 3,65 \| \| Италия \| 7,055.5 \| 3,24 \| Джулио Тремонти \| Марио Драги \| 95,996 \| 3,81 \| \| Саудитска Арабия \| 6,985.5 \| 2,93 \| Ибрахим Ал-Асаф \| Фахад Алмубарак \| 70,592 \| 2,80 \| \| Канада \| 6,369.2 \| 2,67 \| Джим Флеърти \| Марк Карни \| 64,429 \| 2,56 \| \| Русия \| 5,945.4 \| 2,50 \| Антон Силуанов \| Сергей Игнатиев \| 60,191 \| 2,39 \| \| Индия \| 5,821.5 \| 2,44 \| Паланиапан Чидамбарам \| Дуввури Субарао \| 58,952 \| 2,34 \| \| Холандия \| 5,162.4 \| 2,17 \| Клаас Нот \| Ханс Вилбрийф \| 52,361 \| 2,08 \| \| Белгия \| 4,605.2 \| 1,93 \| Люк Коен \| Марк Монбалю \| 46,789 \| 1,86 \| \| Швейцария \| 3,458.5 \| 1,45 \| Томас Джордан \| Евелин Видмер-Шлумпф \| 35,322 \| 1,40 \| \| Австралия \| 3,236.4 \| 1,36 \| Уейн Суон \| Мартин Паркинсон \| 33,101 \| 1,31 \| \| Мексико \| 3,625.7 \| 1,52 \| Хосе Антонио Мийд \| Агустин Карстенс \| 36,994 \| 1,47 \| \| Испания \| 4,023.4 \| 1,69 \| Луис де Гиндос \| Луис Линде \| 40,971 \| 1,63 \| \| Бразилия \| 4,250.5 \| 1,79 \| Гуидо Мантега \| Александре Томбини \| 43242 \| 1,72 \| \| Южна Корея \| 3,366.4 \| 1,41 \| Джаеюан Бак \| Чонгсу Ким \| 34,401 \| 1,37 \| \| Венецуела \| 2,659.1 \| 1,12 \| Хорхе Джордани \| Нелсон Диас \| 27,328 \| 1,08 \| \| Останалите \| 62 593,8 \| 28,39 \| - \| - \| 667,438 \| 31.16 \| |                                         |                                    |                       |                      |                   |                                    |
| Страна–членка на МВФ | Квота: милиони специални права на тираж | Квота: Процент от общия знаменател | Гуверньор             | Алтернативен         | Брой на гласовете | Процент от общия брой на гласовете |
| САЩ | 42,122.4                                | 17,69                              | Тимъти Гайтнър        | Бен Бернанке         | 421,961           | 16.75                              |
| Япония | 15,628.5                                | 6,56                               | Юн Азуми              | Масааки Ширакава     | 157,022           | 6,23                               |
| Германия | 14,565.5                                | 6,12                               | Йенс Вайдман          | Волфганг Шойбле      | 146,392           | 5,81                               |
| Франция | 10,738.5                                | 4,51                               | Пиер Московичи        | Кристиан Ноайе       | 108,122           | 4,29                               |
| Великобритания | 10,738.5                                | 4,51                               | Джордж Озбърн         | Мервин Кинг          | 108,122           | 4,29                               |
| Китай | 9,525.9                                 | 4,00                               | Джоу Сяочуан          | Юи Ганг              | 81,151            | 3,65                               |
| Италия | 7,055.5                                 | 3,24                               | Джулио Тремонти       | Марио Драги          | 95,996            | 3,81                               |
| Саудитска Арабия | 6,985.5                                 | 2,93                               | Ибрахим Ал-Асаф       | Фахад Алмубарак      | 70,592            | 2,80                               |
| Канада | 6,369.2                                 | 2,67                               | Джим Флеърти          | Марк Карни           | 64,429            | 2,56                               |
| Русия | 5,945.4                                 | 2,50                               | Антон Силуанов        | Сергей Игнатиев      | 60,191            | 2,39                               |
| Индия | 5,821.5                                 | 2,44                               | Паланиапан Чидамбарам | Дуввури Субарао      | 58,952            | 2,34                               |
| Холандия | 5,162.4                                 | 2,17                               | Клаас Нот             | Ханс Вилбрийф        | 52,361            | 2,08                               |
| Белгия | 4,605.2                                 | 1,93                               | Люк Коен              | Марк Монбалю         | 46,789            | 1,86                               |
| Швейцария | 3,458.5                                 | 1,45                               | Томас Джордан         | Евелин Видмер-Шлумпф | 35,322            | 1,40                               |
| Австралия | 3,236.4                                 | 1,36                               | Уейн Суон             | Мартин Паркинсон     | 33,101            | 1,31                               |
| Мексико | 3,625.7                                 | 1,52                               | Хосе Антонио Мийд     | Агустин Карстенс     | 36,994            | 1,47                               |
| Испания | 4,023.4                                 | 1,69                               | Луис де Гиндос        | Луис Линде           | 40,971            | 1,63                               |
| Бразилия | 4,250.5                                 | 1,79                               | Гуидо Мантега         | Александре Томбини   | 43242             | 1,72                               |
| Южна Корея | 3,366.4                                 | 1,41                               | Джаеюан Бак           | Чонгсу Ким           | 34,401            | 1,37                               |
| Венецуела | 2,659.1                                 | 1,12                               | Хорхе Джордани        | Нелсон Диас          | 27,328            | 1,08                               |
| Останалите | 62 593,8                                | 28,39                              | -                     | -                    | 667,438           | 31.16                              |

### Ефекти от квотната система
Квотната система на Международния валутен фонд е създадена, за да набира средства за заеми. Всяка държава членка на МВФ страната получава квота, която отразява относителния размер на страната в световната икономика. Квотата определя относителното ѝ право на глас. По този начин, финансовите вноски от правителствата на държавите членки са свързани с гласуването в организацията. Тази система следва логиката на акционерно-контролирана организация: богатите страни имат по-голямо влияние в процеса на изграждане и преразглеждане на правилата. След като вземането на решения в МВФ отразява икономическа позиция на всяка държава членка в света, богатите страни, които предоставят повече пари във фонда, имат повече влияние в МВФ отколкото по-бедните членове, които допринасят по-малко.

## Функции
МВФ работи за насърчаване на растежа на световната икономика и икономическата стабилност. Той осигурява стратегически съвети и финансиране на членовете при икономически затруднения и също така работи с развиващите се страни, помагайки им да постигнат макроикономическа стабилност и да намалят бедността. Причината за това е, че частните международните капиталови пазари функционират несъвършено и много страни имат ограничен достъп до финансовите пазари. Тези несъвършенства на пазара дават предпоставка за официално финансиране, без което много страни могат само да коригират големите външни неравновесия чрез мерки с нежелани ефекти – както на националното, така и на международното стопанско благоденствие. МВФ може да осигури други източници на финансиране за нуждаещите се страни, които не биха били на разположение при липсата на програма за стопанско укрепване, подкрепена от Фонда.
При първоначалното образуване на МВФ неговите две основни функции са:
- да наблюдава споразуменията за фиксираните валутни курсове между страните,[17] помагайки по този начин на националните правителства да управляват валутните си курсове и да позволи на тези правителства да дадат предимство на стопанския растеж,[18] и
- да предоставя краткосрочен капитал за подпомагане на платежния баланс.[17] Тази помощ е предназначена да предотврати разпространението на международни икономически кризи. Фондът е предназначен също така да заздрави връзката между отделните части на световната икономика след Голямата депресия и Втората световна война.[19]

Ролята на МВФ се променя из основи след плаващите валутни курсове след 1971 г. Тя се измества към разглеждането на икономическите политики на страните с договори за заем на МВФ и да определя дали евентуалния недостиг на капитал се дължи на икономическите колебания или икономическата политика. МВФ също така проучва какъв тип правителствена политика ще гарантира икономическото възстановяване. Новото предизвикателство пред фонда е да насърчава и прилага политики, които намаляват честотата на кризите сред развиващите се пазарни страни, особено сред страните със средни доходи, които са отворени за масов износ на капитал. Вместо придържане към позицията на надзор само над валутните курсове, функцията се превръща в „наблюдение“ над цялостната макроикономическа характеристика на страните членки. Ролята му става много по-активна, защото МВФ вече ръководи икономическата политика, а не само валутните курсове.
Освен това МВФ договаря условията за кредитиране и заемане на средства по линия на политиката на Фонда за изпълняване на условия, която е стартирана през 1950-те години. Страните с ниски доходи могат да заемат средства при концесионни условия (което означава, че има период от време без лихвени проценти) чрез разширения кредитен механизъм (Extended Credit Facility – ECF), механизма за стендбай кредити (Standby Credit Facility – SCF) и механизма за бързи кредити (Rapid Credit Facility – RCF). Неконцесионните заеми, които включват лихвени проценти, се осигуряват основно чрез стендбай споразумения (Stand-By Arrangements – SBA), гъвкава кредитна линия (Flexible Credit Line – FCL), предпазна и ликвидна линия (Precautionary and Liquidity Line – PLL) и разширения фондов механизъм (Extended Fund Facility). МВФ осигурява незабавна помощ на всички нейни членове, които са изправени пред спешни нужди по платежния си баланс, чрез нововъведения инструмент за бързо финансиране (Rapid Financing Instrument – RFI).

### Наблюдение на световната икономика
МВФ е натоварена със задачата да контролира международната парична и финансова система и да извършва мониторинг на икономическите и финансовите политики на своите 188 страни членки. Тази дейност е известна като „наблюдение“ и подпомага международното сътрудничество. След края на Бретънудската система на фиксирани валутни курсове в началото на 1970-те години, наблюдението се развива до голяма степен чрез промени в процедурите, а не чрез поемането на нови задължения.
Фондът обикновено анализира целесъобразността на икономическата и финансовата политика на всяка страна потребител, за постигане на строен икономически растеж, и оценява последиците от тези политики за други страни и за световната икономика.
През 1995 г., Международният валутен фонд започва работа по разработването и въвеждането на стандарти за разпространяване на данни, с оглед на насочването на страните-членки на МВФ да оповестяват унифицирано своите икономически и финансови данни. Международният валутен и финансов комитет одобрява насоките за стандартите и те са разделени на две нива: Обща система за разпространение на данни (General Data Dissemination System – GDDS) и Специален стандарт за разпространение на данни (Special Data Dissemination Standard – SDDS).
Изпълнителният борд на Международния валутен фонд одобрява общата и специалната системи съответно през 1996 г. и 1997 г., а последващите изменения са публикувани в ревизирания „Наръчник на Общата система за разпространение на данни“. Системата е насочена основно към статистици и има за цел да подобри много аспекти на статистическите системи в дадена страна.
Основната цел на Специалния стандарт за разпространение на данни е да насърчи страните-членки на МВФ да изградят рамка за подобряване на качеството на данните и да увеличат капацитета на статистиката. При изграждането на рамката, страната може да оцени статистическите нужди, да определи приоритетите за подобряване на своевременността, прозрачността, надеждността и достъпността до финансови и икономически данни. Някои страни първоначално използват общата система, но по-късно започват да използват специалния стандарт.
Със статистически данни за системите си допринасят също и страни, които не са членове на МВФ,:
- Палестинската автономия – GDDS
- Хонконг – SDDS
- Макао – GDDS,[25] както и следните институции на Европейския съюз:
- Европейската централна банка за Еврозоната – SDDS
- Евростат за целия ЕС – SDDS, като по този начин предоставя данни и за Кипър (която не използва нито една от системите) и Малта (която използва GDDS само за себе си)

### Условия при заеми
Условията на МВФ са набор от политики или „условия“, които МВФ изисква в замяна на финансовите ресурси, които предоставя. МВФ не изисква обезпечение от страните за кредитите, а по-скоро изисква правителството, търсещо помощ, да коригира макроикономическия си дисбаланс чрез реформи в политиката. Ако условията не се изпълняват, средствата се отказват. Условията са може би най-противоречивия аспект от политиката на МВФ. Концепцията за условията е въведена по решение на Изпълнителния съвет през 1952 г. и по-късно е включена в споразумителните разпоредби.
Условията се свързват с икономическата теория, както и с механизма за погасяване. Произтичаща предимно от работата на Жак Полак в изследователския отдел на фонда, теоретичната основа на условията е „паричния подход към платежния баланс“.

#### Ползи
Тези условия гарантират, че страната, която взима заема ще бъде в състояние да изплати обратно средствата на фонда и че няма да се опитва да разреши проблемите си по платежния баланс по начин, който да повлияе отрицателно на международната икономика. Условията при заемите успокояват МВФ, че средствата заети от него, ще бъдат използвани за целите, определени от разпоредбите на споразумението и осигуряват гаранции, че страната ще е в състояние да изправи макроикономическите и структурните си дисбаланси.
Някои критици смятат, че кредитирането на Международния валутен фонд налага тежести върху държавите кредиторки.

#### Критики
Пред МВФ съществува пречката, че не е запознат с местните икономически условия, култура и местни условия в страните, от които изисква реформа на политиката. Липсата на информираност на фонда за публичните разходи в програми като общественото здраве и образование, всъщност означава, особено в африканските страни, че той няма обратна връзка за въздействието, което предлагания от него държавен бюджет ще има върху хората. Икономическите съвети, които МВФ дава, невинаги взимат под внимание разликата между това, което означават разходите на хартия и как те се усещат от гражданите. Например, трудовете на Джефри Сакс показват, че „обичайната рецепта на фонда за затягане на бюджетния колан е към страни, които са твърде бедни, за да имат собствени колани“. Ролята на МВФ като генерална институция, специализирана в макроикономическите въпроси, се нуждае от реформа. Условията при заеми също са критикувани, тъй като дадена страна може да заложи за обезпечение „приемливи активи“, за да получи писмено отказване от претенции при определени условия.
Едната гледна точка е, че условията подкопават националните политически институции. Правителствата–получатели жертват политическата си автономия в замяна на средства, което може да доведе до обществено недоволство поради приемането и прилагането на условията на МВФ. Политическата нестабилност може да доведе до честа смяна на ръководството, като политическите лидери се заменят чрез протестен вот в изборите. Условията на МВФ често са критикувани за пристрастията си срещу икономическия растеж и към намаляването на държавните служби, като по този начин се увеличава безработицата. Друга критика е, че програмите на МВФ са предназначени само за преодоляване на лошото управление, прекомерните държавни разходи, прекомерната държавна намеса на пазарите и твърде голямата държавна собственост. Това предполага, че този тесен кръг от въпроси представлява единствените възможни проблеми, всичко е стандартизирано и различния контекст се игнорира. Една държава може да бъде принудена да приеме условия, които нормално не би приела, ако не е във финансова криза и не се нуждае от помощ.
Твърди се, че условията забавят социалната стабилност и по този начин възпрепятстват поставените от МВФ цели, а програмите за структурно приспособяване водят до увеличаване на бедността в страните–получателки.

## Участие на България в МВФ
Участието на България в МВФ и МБВР е предмет на обсъждане в Политбюро още през 1987 г., когато плановата икономика се задъхва от хроничен недостиг на средства. Това предложение обаче е отхвърлено основно поради становището на БНБ, че разкриването на „най-съкровените тайни“ на страната ще доведе до влошаване на кредитния рейтинг на България, която и така вече не е в състояние да погасява отпуснатите кредити в срок.
След промените през 1989 г. България е приета за член на МВФ на 25 септември 1990 г. През 2009 г. квотата на България в МВФ е променена от 640,20 млн. СПТ на 1,251 млрд. СПТ (около 1,376 млрд. евро) и представлява 0,29 % от всички СПТ. Промяната се дължи на общо увеличение на СПТ след решение на 20-те най-развити икономики в света. Целта на общото увеличение от 2009 г. е да осигури достъп до ресурс, с който държавите да погасяват възникналите задължения по време на кризата, започнала от 2008 г.

### Споразумения с МВФ
Финансовата помощ, която дава МВФ, обикновено се предоставя на траншове, които са обвързани със спазването на специфични условия на икономическа и финансова политика. Тези критерии трябва да бъдат изпълнени преди да се отпусне следващия транш.
С активната подкрепа на международните финансови институции и главно на МВФ през 1989 – 1990 г. е формулирана
стратегията на преход на страните от Централна и Източна Европа към пазарна икономика (първа е разработена и осъществена полската стабилизационна програма). Основните елементи на тази стратегия – финансова стабилизация и промяна на институциите, се възприемат и в България. Въпросът за последователността в стабилизационните мерки и институционалните промени в България обаче остава нерешен, защото „всичко трябва да се предприеме веднага“ в условията на политическа нестабилност (в периода 1990-1996 г. в България управляват 7 правителства, като 3 пъти се провеждат парламентарни избори).
Споразуменията, които България е сключила от 1990 г. до 31 октомври 2005 г. с МВФ са:
- Първо споразумение – едногодишно. Обхваща периода 15 март 1991 – 15 март 1992 г. Подписано от правителството на Димитър Попов. По него са предвидени покупки на специални права на тираж за 279 млн. и 60,6 млн. СПТ по т.нар. CCFF (Compensatory and Contingency Financing Facility) като компенсация за повишените разходи на България по вноса на енергийни ресурси във връзка с персийската криза. Поради неизпълнение на параметрите на споразумението последният транш не е получен.
- Второ споразумение – едногодишно. То предвижда покупката на 155 000 000 СПТ, като започва да се изпълнява от 17 април 1992 г. Споразумението е сключено от кабинета с министър-председател Филип Димитров. Последният транш по него също не е получен.
- Трето споразумение – едногодишно. Сключено на 11 април 1994 г. от правителството на Любен Беров и е в размер на 69 700 000. СПТ. През декември същата година споразумението е актуализирано и разширено с допълнителна сума за още 69,7 млн. СПТ във връзка с подписаното през юни споразумение с Лондонския клуб. Последният транш в размер на 23,2 млн. СПТ не е преведен.
- Четвърто споразумение – подписано на 19 юли 1996 г. Сключва го правителството на Жан Виденов. То предвижда покупката на 400 000 000 СПТ за период от 20 месеца – до 18 март 1998 г. Споразумението е прекратено след получаването на първия транш от 80 000 000 СПТ.
- Петото споразумение („stand-by“ споразумение) е подписано на 11 април 1997 г. и предвижда покупката на 371 900 000 СПТ за период от 14 месеца. То е сключено по време на управлението на служебното правителство на Стефан Софиянски. В рамките на това стабилизационно споразумение се включва и CCFF в размер на 107 600 000 СПТ.
- Шесто-тригодишно. Сключено е на 25 септември 1998 г. и е в размер на 627 620 000 специални права на тираж. Подписано е от правителството на Иван Костов. Споразумението е изпълнено докрай и страната е получила всички предвидени по програмата траншове.
- Седмо споразумение – двугодишно. Сключено е на 27 февруари 2002 г. и е в размер на 240 000 000 СПТ. Споразумението е изпълнено.
- Осмо споразумение – двугодишно. Сключено е на 6 август 2004 г. и е в размер на 100 000 000 СПТ.

Всички споразумения, с изключение на шестото са от типа „Stand-by“, което значи обвързаност на получаване на кредита с достигане на определени икономически параметри, примерно определен размер на бюджетния дефицит.